# Liste d'élections en 1793
Chronologie des élections
- 1789
- 1790
- 1791
- 1792
- 1793
- 1794
- 1795
- 1796
- 1797

Cet article recense les élections organisées durant l'année 1793.

Dans les années 1790, seuls trois pays organisent des élections nationales, au sens de consultations populaires : le Royaume de Grande-Bretagne ; les États-Unis d'Amérique ; et la France. À ceux-ci, il faut ajouter le Royaume d'Irlande, État officiellement distinct du Royaume de Grande-Bretagne et doté de son propre parlement. Parmi ces pays, la France est le seul, à partir de 1792, à organiser des élections au suffrage universel masculin, plutôt qu'au suffrage censitaire.

## Élections nationales en 1793
| Date                            | État                   | Élection ou référendum                     | Contexte | Résultat |
| ------------------------------- | ---------------------- | ------------------------------------------ | --- | --- |
| 1793                            | Pologne-Lituanie       | Législatives                               | | Cette section est vide, insuffisamment détaillée ou incomplète. Votre aide est la bienvenue ! Comment faire ? |
| 4 mars 1793 - 7 mars            | République rauracienne | Référendum d'annexion (en)                 | | Cette section est vide, insuffisamment détaillée ou incomplète. Votre aide est la bienvenue ! Comment faire ? |
| 27 août 1792 - 6 septembre 1793 | États-Unis             | Législatives (chambre (en) et sénat (en)). | Élection au suffrage censitaire. | Alternance. Le Parti républicain-démocrate (anti-fédéraliste et opposé au gouvernement du président George Washington) remporte de justesse la majorité absolue des sièges à la Chambre des représentants. Au Sénat, le Parti fédéraliste, favorable au gouvernement, conserve sa majorité. |
| juillet - août                  | France                 | Référendum (en)                            | Premier référendum ; il s'effectue s'effectue au suffrage universel masculin.Les citoyens sont invités à approuver ou rejeter la Constitution de la République.Il se déroule durant la guerre entre la France et la « Première Coalition » des monarchies européennes. | La Constitution du 6 messidor an I est approuvée par 99,4 % des votants.Elle n'est toutefois jamais appliquée : la Convention nationale la suspend indéfiniment. C'est la période de la Terreur.                                                                                            |